# Laurence Wolsey

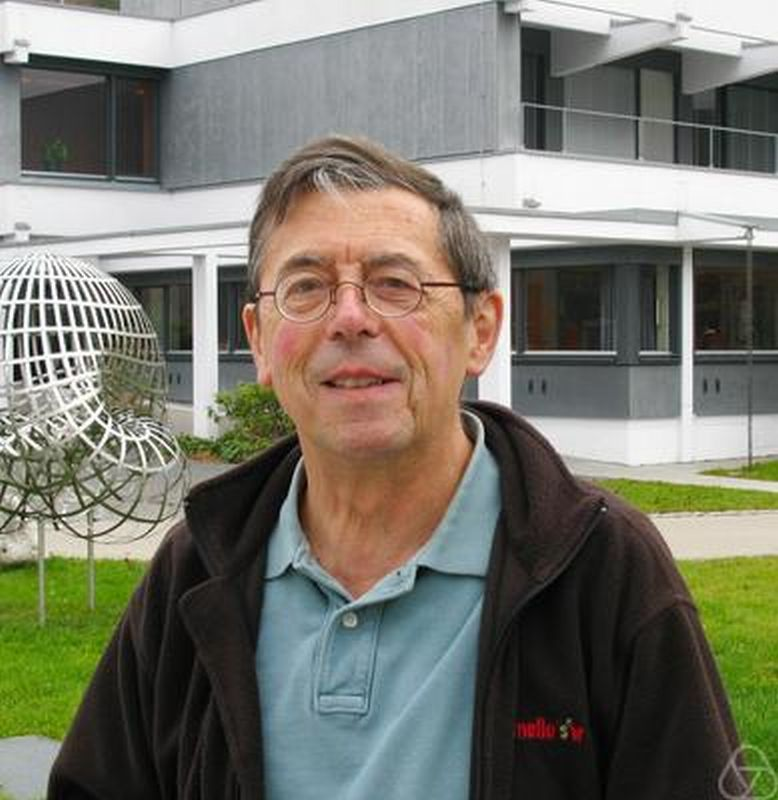
Laurence Wolsey, Oberwolfach 2011

Laurence Alexander Wolsey (* 14. Mai 1945 in London) ist ein britischer Mathematiker.

## Ausbildung und Karriere
Wolsey erwarb seinen Bachelor-Abschluss 1966 an der Universität Oxford und wurde 1969 am Massachusetts Institute of Technology bei Jeremy Shapiro promoviert (Mixed Integer Programming: Discretization and the Group Theoretic Approach). 1969 bis 1971 war er Visiting Lecturer an der Manchester Business School und danach Professor an der Katholischen Universität Löwen (Center for Operations Research and Econometrics, CORE, Zentrum für Operations Research und Ökonometrie). 1993 wurde er Präsident der Katholischen Universität Löwen.
1978/79 war er Visiting Research Fellow an der London School of Economics und 1986/87 an der TH Lausanne.

## Forschung
Er ist für Beiträge zur ganzzahligen und gemischt-ganzzahligen Optimierung bekannt, unter anderem Branch-and-Cut Verfahren. Hier ist er auch für einige Lehrbücher bekannt. Er arbeitete sowohl theoretisch als auch an großen Anwendungsprojekten, wie bei BASF (Produktionsplanung), France Telecom (Multiplexer-Zuweisung) und bei DASH, einer Firma die kommerzielle Systeme für Mixed Integer Programming (MIP) herstellt.
Ab 1989 war er Mitherausgeber von Mathematical Programming.

## Preise und Ehrungen
- 1988: Orchard-Hays-Preis
- 1989: Frederick-W.-Lanchester-Preis[3]
- 1994: EURO Gold Medal[4]
- 2012: John-von-Neumann-Theorie-Preis

## Schriften
- mit George Nemhauser: Integer and Combinatorial Optimization, Wiley 1988
- mit Yves Pochet: Production planning by mixed integer programming, Springer Verlag 2006
- Integer Programming, Wiley 1998
- mit George Nemhauser, Marshall Fisher: An analysis of approximations for maximizing submodular set functions I, Mathematical Programming, Band 14, 1978, S. 265–294